# Laute (Fluss)
Die Laute ist ein rechter Nebenfluss der Innerste im Oberharz. 
Sie entspringt westlich von Hahnenklee etwa 540 m. ü. NN am Fuß des Kuttelbacher Berges und fließt entlang der Landstraße 516 nach Westen. Im dicht bebauten Ortskern von Lautenthal fließt sie unweit südlich der Hahnenkleer Straße, der ältesten Straße der Stadt, und wird von rund einem Dutzend kleinerer Brücken und Stege überspannt. In einer parallel zum Fluss verlaufenden Nebenstraße mit dem Namen „An der Laute“ ist das „Kleinste Haus des Westharzes“ eine bekannte Sehenswürdigkeit der Stadt. Nach ca. 6 km mündet sie am westlichen Rand von Lautenthal westlich der Wildemanner Straße in einer Höhe von ca. 300 m. ü. NN in die Innerste. 
Das Wasser der Laute war für das 1538 als Bergstadt gegründete Lautenthal – die Stadt entwickelte sich aus einem Straßenmarkt, der sich an der Laute entlang der heutigen Hahnenkleer Straße erstreckte – stets von großer Bedeutung, da man es für den Bergbau nutzte. Bereits 1570 wurde mit dem Bau des heute noch vorhandenen Lautenthaler Kunstgrabens begonnen, der am östlichen Stadtrand von der Laute abzweigt und mehrere Bergwerke Lautenthals mit Wasser versorgte. Das Wasser der Laute wurde z. B. für den Transport des Erzes in Kähnen unter Tage genutzt. Noch heute ist in der 1982 in ein Museum umgewandelten Silbermine Lautenthals Glück die Erzkahnschifffahrt eine beliebte Attraktion.
In den Jahren 1669–72 wurde der Harz von einer großen Trockenheit heimgesucht, so dass die Laute zeitweise austrocknete und der Bergbau für einige Zeit eingestellt werden musste.
1875 wurde dicht an der Mündung in die Innerste für die Innerstetalbahn eine Eisenbahnbrücke über die Laute gebaut. Obwohl die Eisenbahnlinie 1977 stillgelegt wurde, ist die Brücke noch gut erhalten und wird von Wandern genutzt. Am 10. April 1877 entstand in Lautenthal durch ein Hochwasser der Laute nach einem Dammbruch im Bereich des Neuen Teiches erheblicher Sachschaden. Am 10. und 11. Juli 1888 trat die Laute nach einem schweren Unwetter über die Ufer und überflutete die Straße "An der Laute", die damals "Hinterstraße" hieß, so dass einige Menschen von der Feuerwehr mit Leitern gerettet werden mussten.

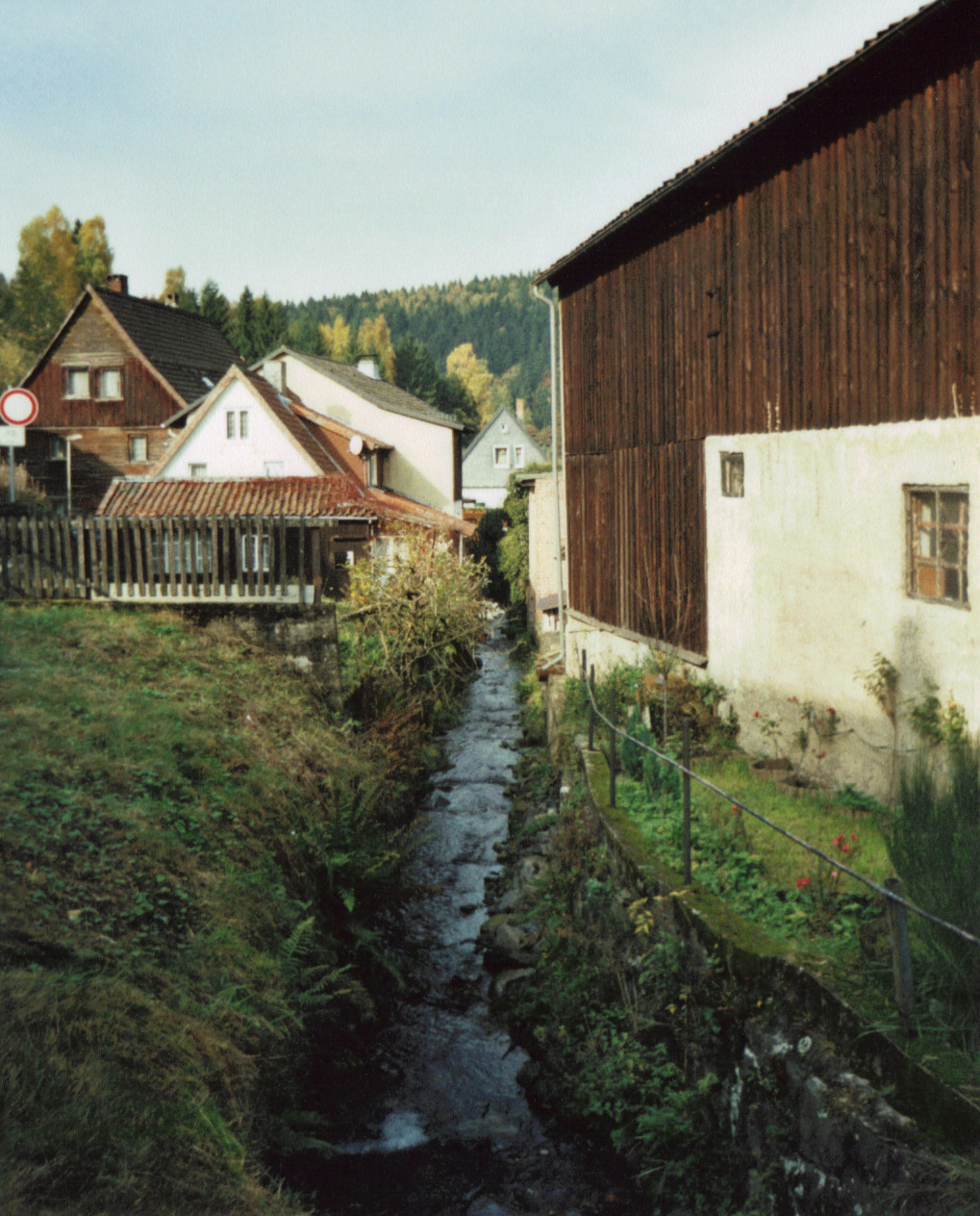
Laute im Osten von Lautenthal
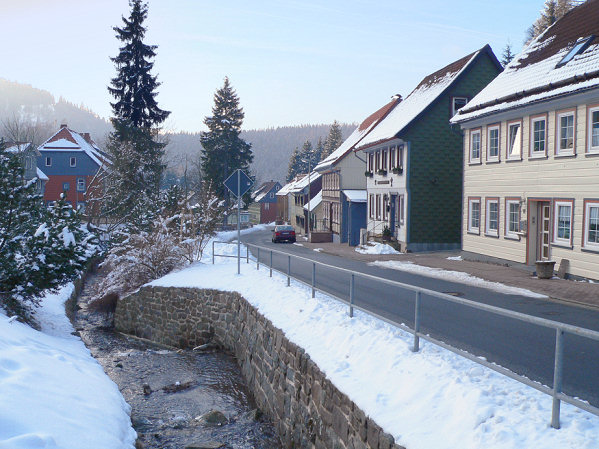
Hahnenkleer Straße an der Laute
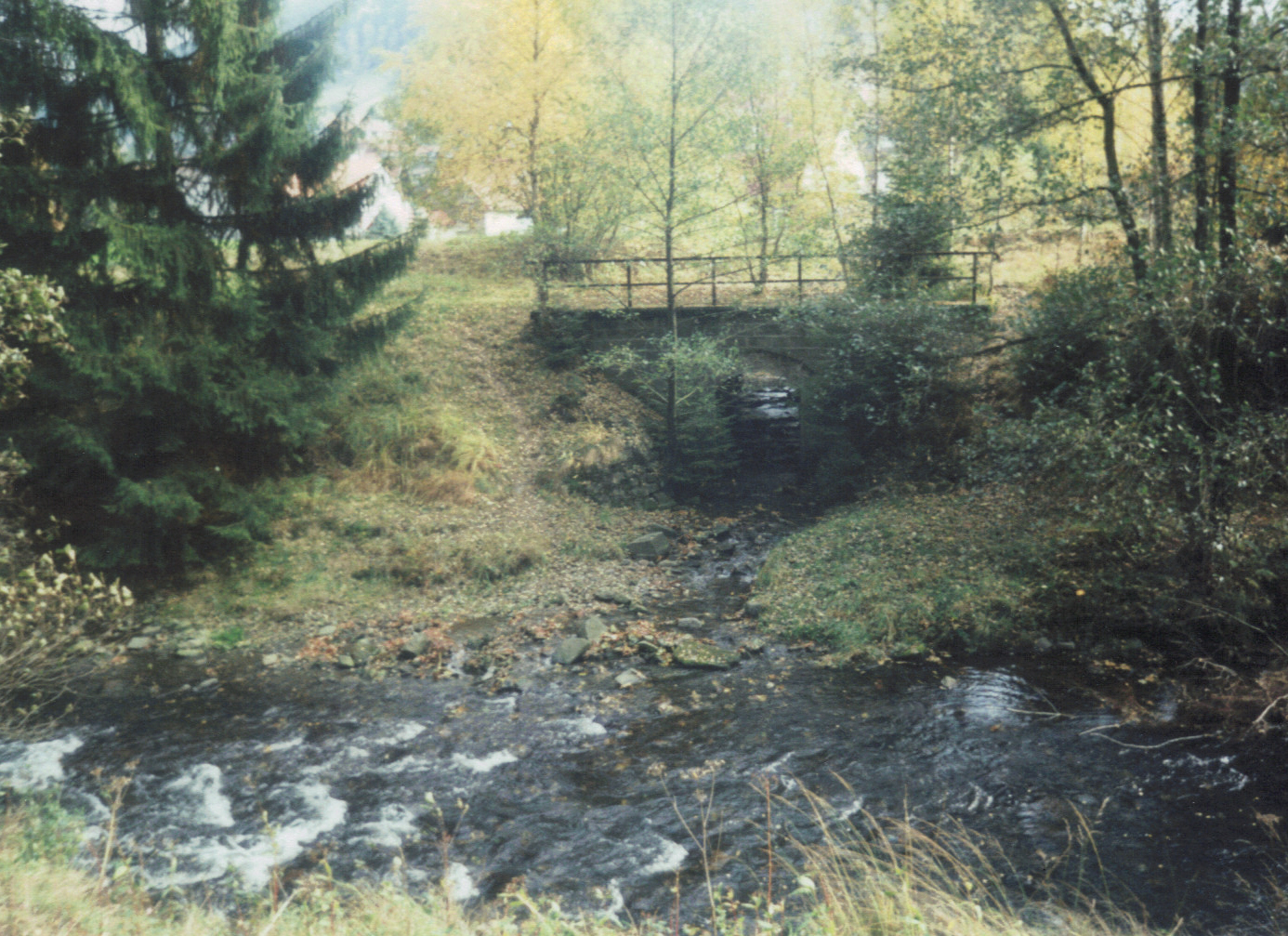
Eisenbahnbrücke der ehemaligen Innerstetalbahn über die Laute an der Mündung in die Innerste (im Vordergrund)